# 윤임
윤임(尹任, 1487년 7월 26일 ~ 1545년 8월 30일)은 조선시대 중기의 무신, 인척이다. 자(字)는 성임(聖任), 임지(任之), 본관은 파평이다. 영돈녕부사 파원부원군(坡原府院君) 윤여필의 아들이자 중종의 비인 장경왕후의 오빠로, 1506년 중종반정에 참여하여 중종을 옹립하는데 기여하였다. 또한 그의 장남 윤흥인의 아들 윤호는 중종과 경빈 박씨의 딸 혜정옹주의 사위가 된다. 1512년(중종 7) 무과에 급제하여 벼슬은 숭정대부의정부좌찬성 겸 판의금부사, 판돈녕부사 겸 지훈련원사 오위도총부 도총관에 이르렀다. 누이 장경왕후 사후에 자신의 집안인 파평 윤씨에서 문정왕후를 새 왕비로 추천하였는데, 이후 윤원형 일가와는 앙숙이 됐다. 이후 대윤(大尹)의 거두로 윤원형, 윤원로 등 소윤(小尹) 일파와 대립하였다.
윤임은 인종의 외삼촌이었고 윤원형은 명종의 외삼촌이었는데, 둘이 세력이 비등하여 서로 싸웠으며, 당시 사람들이 윤임을 대윤, 윤원형을 소윤이라 불렀다. 중종 때부터 경원대군을 추대하려던 윤원형, 윤원로 등과 갈등하다가 1545년 인종이 죽자 경원대군의 즉위를 지지하였다. 그러나 명종이 즉위한 뒤 윤원형, 이기 일파의 탄핵을 받고 을사사화에 연루되어 남해로 유배가던 중 그해 8월 충청북도 충주에서 사약을 받고 죽었다. 1577년(선조 10년) 신원되고, 임진왜란 때 아들 윤흥신의 공로로 증 대광보국숭록대부 의정부영의정에 추증되었다.
퇴계 이황은 중종, 명종조의 척신들의 정사 농단에 대해 그에게도 죄가 있다고 비판했고, 율곡 이이는 그에게는 죄가 없다고 평가하는 등 상반된 시각이 있다. 그의 정적이었던 윤원형은 그와는 9촌간으로, 문정왕후의 친정아버지 윤지임은 윤임의 8촌 종형이었다. 중종 반정 공신인 박원종은 그의 외삼촌이었고, 월산대군과 제안대군은 그의 이모부였다. 작위는 파은군(坡恩君)이고 시호는 충의(忠毅)이다. 경기도 출신.

## 생애

### 출생과 가계
윤임은 1487년(성종 18년) 7월 26일 경기도 파주군에서 영돈령부사를 지낸 파평 윤씨 영돈녕부사 파원부원군 윤여필(尹汝弼)과 적개정난익대공신 판돈령부사 평양군이며 증 의정부영의정에 추증된 박중선(朴仲善)의 딸 순천부부인 박씨의 아들로 태어났다.
세조비 정희왕후 윤씨의 친족으로, 고조부 윤번은 좌의정, 판중추부사를 지내고 파평부원군에 봉작되었으며 사후 영의정부사에 추증되었다. 정희왕후는 그의 증조할아버지 윤사균의 누이동생으로 증대고모 할머니였다. 한편 종증조부 윤사흔은 후에 윤지임의 증조부가 되고, 윤원형, 윤원로 5형제와 문정왕후의 5대조가 되며, 윤안인, 윤춘년의 4대조, 5대조이기도 했다. 고려 태사 윤신달의 18대손이며 문하시중 윤관의 14대손이다. 윤임의 집안은 무관의 가계로 그의 삼촌인 윤여해(尹汝諧) 역시 무신이었다.
증조부 윤사균은 정난공신과 좌익공신으로 좌의정, 판공조사, 예문관 대제학을 지냈으며 영평군에 봉작되었다. 할아버지 윤보(尹甫)는 공조참판을 지냈고 파릉군(坡陵君)에 봉해졌는데, 후일 손녀 장경왕후의 현달로 아버지 윤여필이 영돈녕부사에 제수되면서 증 영의정 파릉부원군에 추증되었다. 삼촌 윤여해는 충청도수군절도사, 충청도병마절도사, 함경도병마절도사를 역임했다.
할머니 전주이씨는 다시 효령대군 이보의 다섯째 아들인 영천군 이정(永川君 李定)의 딸이었다. 할머니를 통해 효령대군의 외5대손이 된다.
어머니 순천부부인 박씨는 적개공신, 정난공신, 익대공신으로 판돈녕부사 평양군을 지내고 사후 증 의정부영의정에 추증된 박중선의 딸이다. 중종 반정 공신인 박원종은 그의 외삼촌이었고, 월산대군부인 승평부부인 박씨는 그의 큰 이모였으며, 예종의 차남 제안대군도 그의 이모부로, 작은 이모가 제안대군의 후처였다.

### 청소년기
그는 어려서부터 풍채가 좋고 위엄이 있었는데, 김상용이 쓴 신도비문에 의하면 그는 일찍부터 '모습이 준엄하고 기국이 쓸 만하였다'한다.
어려서 어머니가 일찍 세상을 떠났는데, 그는 어머니가 일찍 돌아가신 것을 마음 아프게 여겨서 자신이 거처하는 곳에 위연을 설치하고 생시와 마찬가지로 모셨으며 초하루와 보름에는 손수 제철 음식을 올렸으며 병이 들었어도 게을리하지 않았다 한다.
그는 이보의 딸 여흥이씨와 결혼하였는데, 이보의 다른 딸은 후에 윤원개의 아내가 된다. 집안 족보상 9촌 조카인 윤원개가 처제의 남편이 된 것이다. 윤원개의 여동생이 문정왕후이고, 윤원개의 다른 동생 윤원량의 딸이 윤임의 외조카 인종의 후궁이 된다.
그는 여러 명의 첩을 축첩하였는데 신도비문에 의하면 집안을 다스림에 법도가 있어 처첩이 비록 많았지만 교태를 부리거나 투기하는 여인이 없었다 한다. 그러나 그 중 기생출신 첩 매향은 임백령의 정인이었으나 자신의 첩으로 삼음으로서 그와 갈등하게 된다.

### 중종반정과 과거 급제
누이동생인 윤씨가 진성대군의 후궁이 되었다. 그 뒤 윤임은 충의위(忠義衛)에 입대해 있다가 문음(門蔭)으로 관직에 출사, 여러 벼슬을 거쳐 선전관(宣傳官)을 지냈다. 그 뒤 승평부부인이 연산군에게 겁탈당하고 자결하자 외삼촌인 박원종, 사돈인 홍경주, 연산군에 의해 축출된 사림파 정치인 성희안, 유순정 등과 모의, 1506년(연산군 12년) 박원종, 홍경주 등과 같이 거병, 연산군을 몰아내는데 가담하였다.
중종 반정이 성공한 이후 중종으로부터 정국원종공신(靖國原從功臣) 3등 훈호를 받았다. 이후 중종의 후궁으로 들어간 누이동생은 폐출된 단경왕후를 대신하여 왕비 장경왕후가 되었다. 그러나 장경왕후는 인종을 낳은 지 얼마 후에 바로 사망했고, 먼 일족으로 9촌 조카가 새 왕비로 책봉되었다(문정왕후). 문정왕후의 친정아버지 윤지임은 그의 8촌 형이었다.
1512년(중종 6년) 무과에 급제, 오위도총부도사, 사복시첨정을 지냈다.

### 관료 생활
1516년(중종 11년) 훈련원부정(訓鍊院副正)이 되었다가 관직에 오른지 얼마 되지 않았는데 부정이 되었다며 사간원이 논박했으나 중종이 이를 듣지 않았다. 그 뒤 여러 벼슬을 거쳐 사복시정(正)이 되었다가 통정대부로 특별 승진하여 경원부사(慶源府使)로 부임하였다. 1520년 아버지 윤여필(尹汝弼)의 병세가 위중하자 해임되어 되돌아왔다. 그 뒤 경주부윤으로 부임하였다. 중종은 그의 아버지 윤여필이 고령인 것을 감안하여 그가 원지의 외직으로 부임하는 것을 안타깝게 여겼으나, 그는 개의치 않고 부임하였다.
1523년 충청도수군절도사로 있을 때 침략한 일본군과 싸우다가 패전하여, 의금부에 투옥되었다. 곧 삭탈관직당하고 그해 7월 경기도 화량(花梁)에 병사(兵士)로 충군되기도 하였다. 뒤에 복직하여 남양 부사(南陽府使)가 되고, 1526년 중추부첨지사를 거쳐 병조참의가 되었다. 1528년(중종 22년) 본부인 여주이씨가 세상을 떠나 1529년 2월 고양군 남면 향동에 장사지내고, 병마절도사 곽한(郭翰)의 딸과 재혼하였다.
그 뒤 충청도병마절도사가 되었으며 남양부사(南陽府使)로 전출되었다가 병조참의, 승정원좌부승지를 거쳐 1531년 3월 우승지가 되고, 그해 4월 경상좌도 병사로 부임하였다. 이후 가선대부(嘉善大夫)로 승진, 병조참판을 역임했다.

### 소윤과의 갈등
일찍이 인종이 왕세자로 있을 때 중종의 계비인 문정왕후가 명종을 낳자 중종은 이를 매우 사랑하였다. 그러나 세자는 생모도 일찍 여읜데다 병약하였고, 윤임은 그것을 염려하였다. 김안로(金安老)가 정권을 잡았을 때 윤임은 김안로와 함께 동궁(인종)을 보호해야 한다고 주장하여 문정왕후와 틈이 생겼다. 그 후 윤원형 일파는 윤임이 경원대군(명종)을 해치려 한다는 말을 퍼뜨려 모함했으며, 윤임은 또 윤원형 형제가 인종을 해치려 한다는 설을 조작하여 대윤과 소윤간에 큰 싸움이 벌어졌다. 그러나 중종은 불문율에 부치기로 하고 이들의 갈등을 중재한다. 그러나 대, 소윤의 알력은 가라앉지 않고 벌어졌다.
1533년 자헌대부로 승진, 한성부판윤을 거쳐서 병조판서, 호조판서, 형조판서, 공조판서를 역임하였고 의정부우참찬을 거쳐 숭정대부로 승진했다. 이후 우찬성이 되었다. 판서로 근무할 때 문서는 반드시 손수 초고를 작성하여 낭료는 감히 한 마디도 보탤 수가 없었고, 지켜보는 사관들도 흠을 잡지 못했다 한다. 또한 사람들도 역시 사사로운 것으로 간여할 수 없었다. 견리의 옥사를 처리함에 원통해하거나 지체된 경우가 없었고 호조판서로 재직 중에는 관용품을 남용하는 간사한 아전들을 적발하여 처벌하기도 했다.
1544년(인종 1년) 중종이 죽고 인종이 즉위하자 다시 형조판서를 거쳐 파은군에 봉작되고, 의정부좌찬성 겸 판의금부사가 되었다. 이어 윤원로, 윤원형을 파직, 조정에서 축출하였다. 그러나 인종이 재위 8개월 만에 자녀 없이 죽으면서 경원대군을 후계자로 지목하였다. 당시 인종의 후사로 경원대군을 지목했는데, 신도비문에 의하면 당시 그는 경원대군의 즉위를 앞장서서 지지했다 한다. 그는 '형이 죽으면 아우가 대신한다는 의리를 받들어 조정에 맨 먼저 아뢰었다' 하며 이때 인심이 비로소 일이 정해져서 털끝만큼의 의심도 없기를 희망했다는 것이다.
그러나 명종이 어린 나이로 즉위했으므로 문정왕후가 대신 정사를 돌보았다. 곧이어 그는 판돈녕부사 겸 지훈련원사(判敦寧府事 兼 知訓鍊院事) 로 전임되었고, 이에 크게 세력을 얻은 윤원형은 1545년(명종 즉위년) 을사사화를 일으켜 윤임을 제거하였다. 이때 사림파인 유관과 유인숙 역시 그의 당으로 몰아 제거한다.

### 유배와 최후
윤원형 일파는 그가 자신의 또다른 여동생의 아들인 외조카 계림군을 추대한다는 설을 퍼뜨렸고, 정난정은 윤원형의 사주를 받고 이를 문정왕후에게 전했다. 또한 무골(武骨)로 성격이 호방했으나 여색(女色)을 좋아하여 임백령(林百齡) 등에게 원한을 샀다. 그의 첩 중 한사람인 매향은 본래 임백령의 정인이었는데 그가 차지하게 되었고, 임백령은 이 일로 원한을 품고 윤원형, 윤원로, 윤춘년 등에게 협력하였다. 그런데 역모로 몰리자, 계림군은 도망쳤다가 토산현감 이감남에 의해 사로잡히고 만다.
1545년 8월 이기 등의 탄핵으로 유배령을 받고 경남 남해(南海)로 유배가던 중 8월 28일 사사령(賜死令)이 떨어진다. 8월 30일 배소로 가던 중 충청북도 충주(忠州)에서 사약을 받고 생을 마감한다. 이때 그의 나이 향년 58세였다. 당시 성인이던 그의 아들 흥인(興仁)·흥의(興義)·흥례(興禮) 등 3명도 함께 사형당하였다. 장남 윤흥인은 무과에 급제하여 정랑, 첨정을 지냈고, 윤흥의는 생원이었으며 윤흥례는 당시 선공감감역이었다.
그의 다른 누이는 계성군(성종의 서자)의 양자가 된 계림군의 생모로, 이 인연으로 그가 계림군을 추대하려 했다는 무고를 당하기도 했다. 그의 아들들 중 윤흥신과, 나이 어린 서자들, 장남 윤흥인의 세 아들만은 유모와 하인들에 의해 화를 피할 수 있었다. 그밖에 그의 손자로 윤흥인의 아들 윤호는 중종의 외손녀사위라는 이유로 화를 모면하였다.
숙부 윤여해도 연좌되어 유배당했다. 그러나 그의 아버지 윤여필은 80세 넘은 고령이고 장경왕후의 친정아버지라는 이유로 처벌은 면하였다. 또한 장남 윤흥인은 그와 같이 사형당했지만 중종과 경빈박씨의 딸 혜정옹주의 사위인 윤호 역시 옹주의 사위라는 이유로 화를 모면하였다. 이때 기적적으로 피신한 아들들 중 윤흥신은 후에 임진왜란 당시 참전했다가 전사한다.
을사사화와 중종, 명종조의 권신들의 권력농단에 대해 그에게도 책임이 있느냐 없느냐는 논란이 되었다. 퇴계 이황(李滉)은 "사직(社稷)에 대한 죄가 없지 않다"며 역시 비판하였으나, 이이(李珥)는 "임은 죄가 없다"고 하여 평가가 엇갈리기도 했다. 고인의 유해는 고양군 남면 향동동 손좌건향의 언덕에 매장된 본처 여흥이씨와 함께 합장되었다.

### 사후
묘는 다른 곳에 매장했다가 복권 후 1590년(선조 23년) 윤임과 전부인 여흥이씨 묘를 이장하면서 윤임을 가운데 묻고 부인을 좌·우에 함께 묻었다. 경기도 고양군 남면 향동리(현, 고양시 덕양구 향동동 239-7번지)에 있다. 1567년(명종 22년) 그의 자손들은 사면(赦免)되고, 선조 즉위 후 1570년에는 윤임의 두 아들이 복권되고 적몰된 가산을 돌려받았다. 1577년(선조 10년)에 신원, 복관되었다. 임진왜란 당시 아들 윤흥신이 전사하면서 전공으로 증 병조참의로 추증되었고, 그도 추은(推恩)으로 후에 다시 증 대광보국숭록대부 의정부영의정 겸 영경연 관상감사에 특별 증직되었다.
1589년(선조 22) 후처인 현풍곽씨가 아들 윤흥신의 임지인 서산군에서 사망하자 그해 8월 남면 향동의 오좌자향의 언덕에 장사 지냈다가 1590년(선조 23) 10월 윤임과 전부인의 묘를 어머니 순천부부인 박씨 묘 아래로 천장하면서 그를 가운데에 묻고 부인은 좌우에 매장하였다. 그의 묘소 위에는 어머니 순천부부인 순천박씨의 묘소가 있고, 그의 묘소 아래에는 모친의 몸종의 묘가 있다. 아들보다 오래 살았다는 어머니 순천 박씨 묘가 몸종 묘와 함께 있다. 평생을 수족같이 따랐던 정성이 지극하여 후손들이 특별히 몸종 사후 위 아래로 매장했다고 한다. 드문 묘제라 한다.
후에 임진왜란에 참여한 아들 윤흥신(尹興信)이 공을 세우고 전사하여 선무원종공신 1등에 녹훈되고 증 병조참의에 추증되었으므로, 원종공신의 아버지에게는 1계급 특진되는 전례에 따라 윤임에게도 관작이 추증되어 증 대광보국숭록대부 의정부영의정겸 영경연 관상감사에 추증된 것이다. 1606년(선조 36년) 8월 신도비가 세워졌으며 최립이 글을 짓고, 김현성이 글씨를, 김상용이 전서를 찬하였다. 뒤에 파은군(坡恩君)에 추봉되었다.

## 가족
자녀는 아들 8남과 딸 3녀로 부인 여주 이씨 흥인, 흥의, 흥례의 3남과 2녀를 두었고, 후부인은 현풍곽씨로 흥지, 흥신, 흥충의 3남을 두었으며, 이름 미상의 첩에게서 흥효, 흥제와 김현에게 시집간 딸 1명을 두었다.
그의 장인 이보(李俌의 다른 딸은 윤원개의 아내가 되었다. 윤원개는 그의 8촌 형 윤지임의 아들이자, 윤원로, 윤원형 5형제의 맏형이자 문정왕후의 친정 오빠, 인종의 후궁 숙빈 윤씨의 백부였다.
- 할아버지 : 윤보(尹甫, 파릉군 공조참판)
- 아버지 : 파원부원군 윤여필(坡原府院君 尹汝弼)([8]尹汝弼, 1466년 ~ 1555년)
- 어머니 : 순천부부인 순천 박씨(順天府夫人 順天 朴氏, ? ~ 1498) -  박중선의 딸
  - 누나 : 윤씨(1485 ~ ?)
  - 매형 : 덕풍군 이이(德豊君 李恞)성종의 형 월산대군의 서자
  - 누이 : 팔계군 이정(八溪君 李浄)의 부인
  - 여동생 : 윤천덕(尹千德, 1488 ~ ?)
  - 매제 : 강릉 김씨 김혼(金渾)
  - 여동생 : 장경왕후(章敬王后, 1491 ~ 1515)
  - 매제 : 조선 11대 국왕 중종
  - 여동생 : 고양부정 이억손(高陽副正 李億孫)의 처
  - 이복 여동생 : 이옥춘(李玉春, 1518 ~ ?)
  - 매제 : 방웅(方雄)
- 정부인 : 증 정경부인 여주 이씨(? - 1528년), 첨추 이보(李俌)의 딸
  - 장남 : 윤흥인(尹興仁, 1516 ~ ?)
  - 며느리 : 순흥 안씨 - 판관(判官) 증 찬성(贈 贊成) 안세형(安世亨)의 딸
    - 손자 : 윤경
    - 손자 : 윤호
    - 손자 : 윤발(尹 玉+發)(윤흥례에게 출계)
    - 손녀 : 윤씨
    - 손녀사위 : 심광보
    - 손녀 : 윤씨
    - 손녀사위 : 임응우

  - 차남 : 윤흥의(尹興義, 1519 ~ ?)
  - 며느리 : 청주 한씨 - 부사 한경종(韓景琮)의 딸
    - 손녀 : 윤씨
    - 손녀사위 : 이견용
    - 손녀 : 윤씨
    - 손녀사위 : 구사민

  - 3남 : 윤흥례(尹興禮)
  - 며느리 : 남원 양씨 - 현감(縣監) 양윤온(梁允溫)의 딸
    - 손자 : 윤발 (생부 윤흥인)

  - 장녀 : 윤거물(尹巨勿, 1521 ~ ?)
  - 사위 : 성주 이씨 이덕응(李德應)
  - 차녀 : 윤정숙(尹貞淑, 1526 ~ ?)
  - 사위 : 광주 이씨 이홍윤(李洪胤)
- 계부인 : 증 정경부인 현풍 곽씨(1517년 - 1589년, 병마절도사 곽한(郭翰)의 딸)
  - 4남 : 윤흥지(尹興智, 1536 ~ ?)
  - 며느리 : 반남 박씨 - 만호(萬戶) 박세홍(朴世弘)의 딸
    - 손자 : 윤침

  - 5남 : 윤흥신(尹興信, 1540 ~ ?)
  - 며느리 : 평산 신씨 - 별좌(別坐) 신효성(申孝誠)의 딸
    - 손자 : 윤성(尹珹) 윤서

  - 6남 : 윤흥충(尹興忠, 1545 ~ ?)
  - 며느리 : 전주 이씨 - 영원감(永原監) 이의수(李義壽)의 딸
- 측실 : 김옥(金玉) - 양민 출신 
  - 7남(서자) : 윤흥효(尹興孝, 1538 ~ ?)
    - 서손자 : 윤종
- 첩 : 매향(梅香) - 기생 출신
  - 8남(서자) : 윤흥제(尹興悌, 1540 ~ ?)
    - 서손자 : 윤상
- 첩 : 종이(終伊) - 매부 덕풍군의 노비 출신
- 측실 : 덕남(德南) - 노비 출신
  - 3녀(서녀) : 윤수환(尹守環, 1543 ~ ?)
  - 사위 : 김현량(金賢良)
- 외조부 : 박중선
- 사돈&외숙부 : 박원종
- 사돈 : 정유침 - 조카 인종의 후궁 동래정씨의 친정아버지
- 사돈 : 정철

## 윤임이 등장한 작품

### 드라마
- 《풍란》 (MBC, 1985년~1985년, 배우:임정하)
- 《조광조》 (KBS, 1996년~1996년, 배우:강태기)
- 《여인천하》 (SBS, 2001년~2002년, 배우:이효정)

## 평가와 비판
최립이 지은 신도비문에 의하면 '옷차림은 검소하고 악을 미워하고 선을 선양하는 것으로 집안을 이끌었으며, 거문고와 책을 두어 마치 문인 학사의 거처 같았다' 한다. 또한 무인임에도 힘자랑을 함부로 하지 않고 선비들을 우대하였고 한미한 친족을 인으로 보살폈다.
윤임 자신이 청렴하였고, 사림인 유관, 유인숙 등과도 친하게 지낸 덕에 훈척이었음에도 특별히 선조 즉위 후 복관될 수 있었다. 그러나 퇴계 이황과 율곡 이이는 그에 대한 상반된 평가를 내렸다. 후일 이이는 그가 '죄가 없다.'고 하였고 이황은 그가 '사직에 대해 죄가 없지 않다.'고 평가한 것이다.

## 주변 인물
- 그는 조선 성종의 형 월산대군과 이중으로 인척관계를 형성한 겹사돈이었다. 그의 누이 중 한명은 월산대군의 서자(庶子) 덕풍군에게 출가했는데, 그들의 아들이자 윤임의 외조카 중 한명이 계림군 유이다. 계림군은 아들없이 죽은 성종의 서자 계성군의 양자로 갔다.

- 함께 중종반정에 참여한 박원종은 윤임의 외삼촌이면서 사돈이 되는데, 이모인 월산대군 박씨의 남동생이며, 누이의 시외숙뻘이 된다. 박원종은 경빈 박씨가 수양딸이었지만 장경왕후와 윤임의 외삼촌이기도 했다.

- 외조카인 인종의 후궁이 숙빈 윤씨로 숙빈 윤씨는 문정왕후, 윤원형, 윤원로의 조카이자 윤임에게는 10촌 종손녀뻘이 된다.

- 소윤 윤원형의 일파였던 윤안인, 윤춘년도 그의 종증조부 윤사흔의 증손과 4대손이었다. 이들은 윤원형에게는 7촌 아저씨와 8촌이 된다.

- 김안로와 함께 동궁인 인종을 보호해야 된다고 주장했는데, 김안로는 다시 윤원형의 장인 김안수의 사촌형제간이다.

- 그와 친분이 있던 유인숙은 다시 이기(李芑)의 외사촌 형제이며, 이기는 유관숙의 고종 사촌형제가 된다. 이기는 윤원형과 가까운 사이였고, 함께 을사사화로 대윤 일파를 숙청하는데 동참하였으며 윤원형의 포상과 승진을 추천하기도 했다. 이기는 다시 율곡 이이의 친척으로, 이이의 재종조부이다. 이기는 다시 이이의 조부 이천(李天)과 종형제간이다.

- 기생 매향을 두고 임백령과 앙숙관계였다.

## 같이 보기
| - 을사사화 - 중종반정 - 장경왕후 - 중종 - 인종 - 명종 - 사림 - 윤관 - 박원종 - 유순정 - 윤여필 - 윤여해 - 김안로 - 김안국 - 유관 - 유인숙 - 심연원 - 심통원 | - 정현왕후 - 정희왕후 - 문정왕후 - 봉성군 - 숙빈 윤씨 - 효혜공주 - 김안로 - 이기 - 윤지임 - 윤원형 - 윤원로 - 문정왕후 - 숙빈 윤씨 - 윤사윤 - 윤사분 - 윤사흔 - 윤인함 - 이언적 | - 유관 - 유인숙 - 이량 - 이감 - 윤백원 - 윤흥신 - 임진왜란 - 정희왕후 - 정현왕후 - 윤안인 - 윤번 - 심정 |

## 참고 문헌
- 중종실록
- 인종실록
- 명종실록
- 선조실록
- 연려실기술
- 대동야승
- 국조보감
- 파평윤씨 대동보